# Hamacanthidae
Hamacanthidae is een familie van sponsdieren uit de klasse van de Demospongiae (gewone sponzen). 

## Geslachten
- Hamacantha Gray, 1867
- Pozziella Topsent, 1896